# Mount Barden
Mount Barden ist ein 2910 m hoher Berg im westantarktischen Ellsworthland. Er ragt 4 km nordwestlich des Mount Sharp im nördlichen Teil der Sentinel Range des Ellsworthgebirges auf.
Das Advisory Committee on Antarctic Names  benannte ihn nach dem US-amerikanischen Ionosphärenphysiker Virgil W. Barden, der zur Besatzung der Byrd-Station im Winter 1957 gehörte.